# Gerhard Hessenberg
Gerhard Hessenberg (Francoforte sul Meno, 16 agosto 1874 – Berlino, 16 novembre 1925) è stato un matematico tedesco.

## Biografia
Ricevette il suo dottorato di ricerca presso l'Università di Berlino nel 1899 sotto la guida di Hermann Schwarz e Lazarus Fuchs. Il suo nome è di solito associato alla geometria proiettiva, dove è noto per aver dimostrato che il teorema di Desargues è una conseguenza del teorema esagonale di Pappo, e alla geometria differenziale. Inoltre la "somma-prodotto di Hessenberg" è stata chiamata in suo onore. Tuttavia, le matrici Hessenberg non sono nominate per lui ma per Karl Hessenberg, un parente vicino.

## Pubblicazioni
- Ebene und sphärische Trigonometrie, (several editions), Berlin, de Gruyter.
- Grundbegriffe der Mengenlehre, in Abhandlungen der Friesschen Schule, Neue Folge, vol. 1,  pp. 478-706.
- Grundlagen der Geometrie, 2nd, Berlin, de Gruyter, 1967. 1st ed, Leipzig, B. G. Teubner, 1930.[3]
- Transzendenz von e und π. Ein Beitrag zur höheren Mathematik vom elementaren Standpunkte aus, New York, 1965.[4]
- Vom Sinn der Zahlen, Tübingen/ Leipzig, 1922.